# Luciano Marmo
Luciano Silvestro Marmo Zucca (Torino, 23 gennaio 1900 – Novara, 19 gennaio 1966) è stato un calciatore e dirigente sportivo italiano.
È stato dirigente del Novara e direttore della commissione tecnica della Nazionale italiana.

## Vita Privata
Risiede a Torino dalla nascita fino al 1929, anno in cui si trasferisce a Novara dove gestisce alcune sale cinematografiche. Nel 1937 si sposa con Amalia Lombardo e dal matrimonio nascono tre figli: Franca (1938), Luciano (1940) e Bruno (1942).
Negli anni ’30 si cimentò con successo in alcuni rally automobilistici.
Morì a Novara a seguito di un’emorragia all’apparato digerente, scatenatasi nel corso di una partita che il "suo" Novara perse.

## Carriera
Iniziò la sua breve carriera di calciatore come centravanti nell'Amatori Calcio Torino dove militò nei campionati 1919-'20 e 1920-'21; dopo la retrocessione. la squadra si sciolse mentre Marmo si dedicò alla gestione dei cinematografi che aveva a Torino. 
A 29 anni, per motivi di lavoro, si trasferì a Novara e dopo poco entrò nel Consiglio direttivo del Novara.
Per la società calcistica piemontese ricoprì il ruolo di direttore tecnico, Commissario straordinario della società e direttore sportivo.
Dal settembre 1954 al febbraio 1957 è stato direttore della commissione tecnica delle squadre nazionali di calcio. Tale commissione era costituita da un presidente (Giuseppe Pasquale), un direttore e due membri (Luigi Tentorio e Angelo Schiavio). In qualità di direttore tecnico gli riferivano i seguenti allenatori: Alfredo Foni (per la Nazionale A), Ottavio Bigogno (per la nazionale B) e  Fulvio Bernardini per la “Primavera” (oggi under 21).
In occasione di una partita della nazionale a Roma, sfidò a duello un giornalista che lo aveva criticato; l’episodio si concluse con un accordo tra i padrini nominati.
Sotto la sua guida la nazionale A ha vinto 7 partite (Argentina, Belgio, Germania Ovest, Francia, Brasile, Germania Ovest e Austria), pareggiato una (Svizzera) e perso 4 (Jugoslavia, Ungheria, Argentina e Brasile). Fu sostituito da Alfredo Foni prima dell'inizio delle sfortunate qualificazioni per il Campionato mondiale di calcio 1958.
Nel suo rapporto con la Nazionale il bilancio è:
| Anni                  | Partite | Vittorie | Pareggi | Sconfitte | Gol fatti | Gol subiti | Titoli |
| --------------------- | ------- | -------- | ------- | --------- | --------- | ---------- | ------ |
| 05/12/1954-09/12/1956 | 12      | 7        | 1       | 4         | 15        | 13         |        |
| Totale                | 12      | 7        | 1       | 4         | 15        | 13         |        |

## Riconoscimenti
Lo Stadio Comunale di Novara per diversi anni sembrava destinato a portare il suo nome, finché nel 1997, alla morte di Silvio Piola, l’amministrazione comunale decise di dedicare lo stadio al campione vercellese. A suo ricordo, all’ingresso della tribuna VIP dello stadio, è stato posto un suo bassorilievo, opera dello scultore Todeschini.
Il Trofeo Luciano Marmo è stato un premio calcistico creato per ricordare la sua memoria, assegnato annualmente dal Club Fedelissimi Novara Calcio al più giovane giocatore del campionato in cui militava il Novara con l'obbligo di aver disputato un minimo di 10 partite, per le prime tre edizioni e successivamente 25 partite, in prima squadra.